# Fédération des conférences des évêques catholiques d'Océanie
La Fédération des conférences des évêques catholiques d’Océanie (en anglais : Federation of Catholic Bishops Conferences of Oceania, abrégé FCBCO) est au sein de l’Église catholique une conférence réunissant les ordinaires représentants de quatre conférences épiscopales d’Océanie, :
- la Conférence des évêques catholiques australiens, pour l’Australie ;
- la Conférence des évêques catholiques de Nouvelle-Zélande, pour la Nouvelle-Zélande ;
- la Conférence épiscopale du Pacifique, pour neuf États, trois territoires américains et trois français ;
- la Conférence des évêques catholiques de Papouasie-Nouvelle-Guinée et des Îles Salomon, pour la Papouasie-Nouvelle-Guinée et les Îles Salomon.

Les évêques représentants se réunissent tous les quatre ans ; la dernière réunion a eu lieu du 5 au 10 février 2023. Son président actuel de l’organisation est Anthony Randazzo (en), l’évêque de Broken Bay (en) en Australie,.